# 2020년 하계 올림픽 이집트 선수단
2020년 하계 올림픽 이집트 선수단은 2021년 일본 도쿄에서 열린 2020년 하계 올림픽에 참가한 올림픽 이집트 선수단이다.
이집트는 2020년 도쿄 하계 올림픽에 출전했다. 원래 2020년 여름에 열릴 예정이었던 올림픽은 코로나19 범유행으로 인해 2021년 7월 23일부터 8월 8일로 연기되었다. 1912년 이집트 국가 데뷔 이후 이집트 선수들은 1932년과 1980년을 제외하고 모든 하계 올림픽에 출전했으며 후자에서는 미국이 주도하는 보이콧에 동참했다.

## 출전 선수
| 종목           | 남자 | 여자 | 전체 |
| -------------- | ---- | ---- | ---- |
| 양궁           | 1    | 1    | 2    |
| 아티스틱스위밍 | 0    | 8    | 8    |
| 육상           | 4    | 0    | 4    |
| 배드민턴       | 1    | 2    | 3    |
| 복싱           | 2    | 0    | 2    |
| 카누           | 1    | 1    | 2    |
| 사이클         | 0    | 1    | 1    |
| 다이빙         | 1    | 1    | 2    |
| 승마           | 3    | 0    | 3    |
| 펜싱           | 7    | 4    | 11   |
| 축구           | 18   | 0    | 18   |
| 체조           | 2    | 9    | 11   |
| 핸드볼         | 14   | 0    | 14   |
| 유도           | 3    | 0    | 3    |
| 가라테         | 2    | 3    | 5    |
| 근대5종        | 2    | 2    | 4    |
| 조정           | 1    | 0    | 1    |
| 요트           | 1    | 1    | 2    |
| 사격           | 7    | 4    | 11   |
| 수영           | 3    | 1    | 4    |
| 탁구           | 3    | 3    | 6    |
| 태권도         | 2    | 2    | 4    |
| 테니스         | 1    | 1    | 2    |
| 트라이애슬론   | 0    | 1    | 1    |
| 레슬링         | 6    | 2    | 8    |
| 전체           | 85   | 47   | 132  |

## 같이 보기
- 올림픽 이집트 선수단